# Yuki Miyazawa

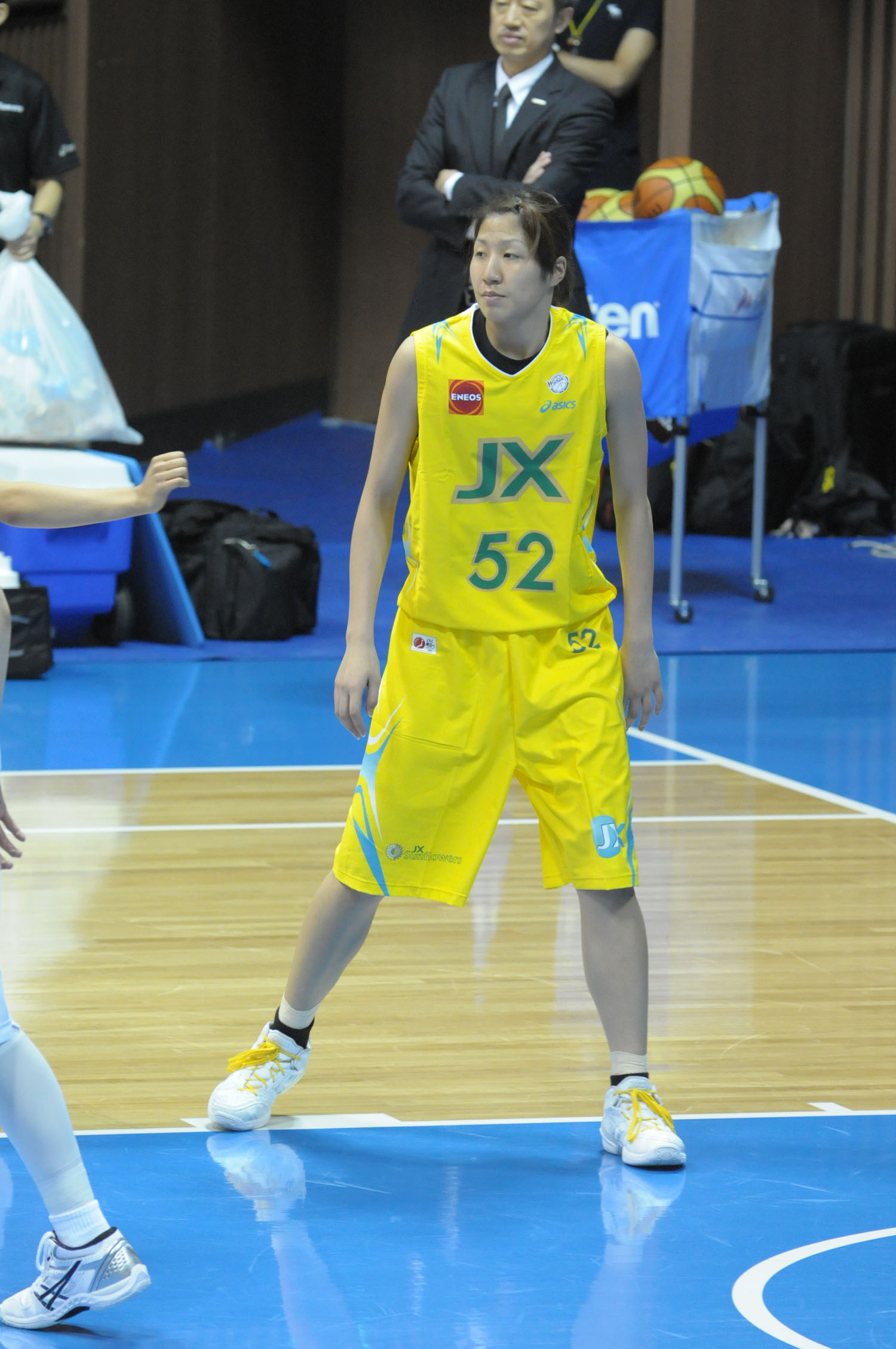
Yuki Miyazama em quadra.

Yuki Miyazawa (2 de junho de 1993) é uma jogadora profissional de basquete. Ela representou o Japão nas competições das Olimpíadas do Rio, em 2016. E ganhou a medalha de prata junto com o time feminino de basquete nas Olimpíadas de 2020, em Tóquio.

## Carreira
Yuki Miyazawa integrou a Seleção Japonesa de Basquetebol Feminino, na Rio 2016, que terminou na oitava posição.